# Phnum Touch (gmina)
Phnum Touch – gmina (khum) w północno-zachodniej Kambodży, w południowej części prowincji Bântéay Méanchey, w dystrykcie Môngkôl Borei.

## Miejscowości
- Phnum Touch Tboung
- Phnum Touch Cheung
- Thnal Bat
- Ou Nhor
- Boeng Tras
- Monourom
- Paoy Ta Sek
- Prey Totueng
- Boeng Reang
- Voat Thmei
- Ling Tram
- Phuc Long
- Chu Louy
- Thin Won